# 데블파이터
《데블파이터》(일본어: 真・女神転生デビルチルドレン, 진・여신전생 데빌칠드런)는 일본 게임 회사 아틀라스가 발매한 "진 여신전생 데빌칠드런 검은책 / 붉은책"을 원작으로 하고 있는 애니메이션이다. CBC・TBS 계열을 통해 2000년 10월 7일부터 2001년 9월 29일까지 총 50화가 방영되었다. 원래 26화 완결예정작이었으나, 해당작품의 인기로 인해 50화로 연장된 케이스이다. 제2기는 2002년 10월 5일부터 2003년 9월 27일까지 총 52화로 TV 도쿄 계열에서 방영되었다. 아틀라스의 같은 이름인 만든 일본의 애니메이션으로, KBS 2TV에서 2001년 7월 23일부터 2002년 7월 14일까지 종료했다. 한국어 더빙판은 데블파이터란 이름으로 KBS 2TV에서 2001년 7월 23일 오후 4시 55분에 첫 방송되어 2002년 1월 6일부터 일요일 오전 7시 50분으로 변경되었는데 그 해 2월 10일에 제 46,47화가 방영되고, 최종화인 48화는 2002년 7월 14일에 방송되었는데 이들 중 최종화는 별나라 요정 코미 마지막회와 함께 <만화동산>이란 이름으로 방영됐으며 원작(50화) 중 31화와 37화가 빠진 바 있었다. 이후 투니버스/iTV/재능TV에서 재방영된 바 있다.

## 게임으로서의 데빌 칠드런 시리즈
- 진 여신전생 데빌 칠드런 흑의 서·적의 서
- 진 여신전생 데빌 칠드런 백의 서
- 진 여신전생 데빌 칠드런 빛의 서·어둠의 서
- 진 여신전생 데빌 칠드런 퍼즐 de콜!
- 진 여신전생 데빌 칠드런 염의 서·빙의 서
- 진 여신전생 데빌 칠드런 메시아라이자

## 애니메이션으로서의 데빌 칠드런 시리즈

### 진 여신 전생 데비칠(데블파이터)

#### 등장 인물(애니메이션 1)
카이 세츠나
카나메 미라이
쿨 (칼)
성우 - 이노우에 키쿠코
자랑 높은 케르베로스족의 생존. 세츠나의 파트너.
자신의 출자에 자랑을 가지고 있어 그 때문에 무엇인가 개 취급하는 세츠나와는 언제나 싸움만 하고 있다. 그러나 세츠나에는, 루시퍼의 주박으로부터 해방받았던 것에 감사하고 있어, 만일의 경우에는 힘을 합해 싸운다. 당초는 프라이드의 높이 때문에 협력하는 것을 싫어하고 있었지만, 싸움을 거듭할 때로 성장해, 이윽고 확실한 지시를 내리는 등, 중마들의 리더적 존재가 되어 간다.
벨 (그리폰핑키)
성우 - 오오사와 치아키
그리폰족. 미라이의 파트너.
미라이의 부친에 의해서, 지상계에 보내졌다. 꼬리에 리본을 붙이고 있다. 같은 것을, 2회 반복해 말하는 것이 버릇. 조금의 사이 뿐이라면, 미라이를 잡아 날 수도 있다. 어떤 적에게라도 직면해 가지만, 박쥐와 물이 골칫거리.특히, 박쥐는 동작할 수 없게 되어 버릴 만큼. 친구 생각의 성격으로, 친구가 적의 마력에 의해서 조종되어 버렸을 때는, 필사적으로 싸워 바탕으로 되돌리려고 했다.
잭 프로스트
멧치 (찌리)
성우 - 쿠기미야 리에
제7화부터 등장. 외형은 귀엽지만, 강력한 전격 공격을 구사해 싸우는 등, 실력도 있다. 비네콘의 배터리가 끊어져 현실 세계로 돌아올 수 없게 된 세츠나들이었지만, 그 능력으로 비네콘을 충전해 사용할 수 있도록 했다. 나쁜 데빌은 아니었지만, 세츠나들이 마음에 들어 중마가 되어, 잭 프로스트와 함께 핵심 멤버로서 활약한다.
스핑크스
성우 - 카와다 신지
제29화부터 등장. 선 데빌·프린스가 수습하는 나라의 가신으로서 시중들고 있었지만, 악 데빌 3인중으로부터 마계의 평화를 지키기 위해, 세츠나들과 함께 싸울 결의를 한다. 예의 바르고 냉정한 성격으로, 무엇인가 뜨거워지기 십상인 세츠나나 쿨의 제지역. 전격 공격을 자랑으로 여긴다. 프린스를 지켜주는 달기(보라눈)를 맡기고 간다
카나메 히로미 (심박사)
성우 - 카메야마 스케키요
미라이의 조부. 자칭, 「천재적 과학자이자 위대한 발명가」. 미라이와 함께, 행방 불명의 미라이의 부친(자신의 아들)을 찾고 있다.
펜릴 (페르사)
성우 - 이와타 미츠오
대마왕 루시퍼의 부하 중 한 명.
늑대의 모습을 하고 있어, 세츠나들의 행선지들에 나타나고는 방해를 해 세츠나들을 노린다.「왜 why!?」이나, 시계 토끼가 등장한 회로는, 아바돈과 함께 「ウサギはねー、寂しくなると死んじゃうんだよー」 등, 이와타가 타카기와 경연한 비스트 워즈의 대사를 사용했던 것이 자주 있다.
아바돈
성우 - 타카기 와타루
「でござる」라고 말하는 방법이 특징인, 대마왕 루시퍼의 부하 중 한 명. 닌자의 모습을 하고 있어, 대개는 펜릴과 콤비로 나와 세츠나들을 노린다.
대마왕 루시퍼
타카죠 제트 (수로)
성우 - 쿠마이 모토코
제38화로부터 등장한 수수께끼의 소년.
의심스러운 행동이 많이 적이나 아군일지도 모르지만, 무엇인가 세츠나들을 돕는 것이 많기 때문에, 세츠나는 제트를(일방적으로) 친구라고 생각하게 된다. 그러나 그 정체는, 악의 데빌·제블의 가짜의 모습이며, 강대한 마력을 찾게 하기 위해서 제블이 만들어 낸 존재였다.
하지만 약점은 분신은 착한마음을 가지고 있기 때문이었다. 그래서 세츠나가 착한 제트를 부르고 사악한 제트는 소멸되고 만다
비비사나 (파이먼)
성우 - 타카츠카 마사야
제27화부터 등장. 대마왕 루시퍼가 봉인된 후, 새롭게 마계를 지배하려고 기도하는 악 데빌 3인중의 한 명.「제일 많이 영토를 획득한 자가, 마계의 지배자가 될 수 있다」라고 하는 계약 아래, 나머지의 멤버와 영토를 둘러싸고 싸운다. 지략가로, 면밀한 작전에 의한 전략을 자랑으로 여기고 있다
데모고르곤 (투툽스)
성우 - 야나다 키요유키
제27화부터 등장. 대마왕 루시퍼가 봉인된 후, 새롭게 마계를 지배하려고 기도하는 악 데빌 3인중의 한 명.「제일 많이 영토를 획득한 자가, 마계의 지배자가 될 수 있다」라고 하는 계약 아래, 나머지의 멤버와 영토를 둘러싸고 싸운다. 몹시 거친 성격으로, 단순하게 힘 맡김인 전략을 자랑으로 여기고 있다.
파이몬 (비비사나)
성우 - 나가사와 미키
제27화부터 등장. 대마왕 루시퍼가 봉인된 후, 새롭게 마계를 지배하려고 기도하는 악 데빌 3인중의 한 명.「제일 많이 영토를 획득한 자가, 마계의 지배자가 될 수 있다」라고 하는 계약 아래, 나머지의 멤버와 영토를 둘러싸고 싸운다. 고가의 물건을 아주 좋아하고, 재력에 물건을 말하게 한 전략을 자랑으로 여기고 있다.
제블 (킹블)

## 목소리 출연
- 이영주 - 이혜성
- 김순영 - 심다은
- 이진화 - 칼
- 정현경 - 핑키
- 성완경 - 스핑크스
- (故)최병상 - 페르사
- 유해무 - 아바돈
- 온영삼 - 파이먼, 심박사
- 이용순 - 비비사나, 수로
- 설영범 - 투툽스, 킹블

 한국판 제작진 
- 이원희 - 작사
- 조영수, 박기영 - 작곡
- 열두번째테마, 동물원 - 노래
- 이의연 - 녹음
- 이미경, 임창욱 - 그래픽
- 이윤주, 송재혁 - 편집
- 이서린 - 번역
- 이원희 - 연출
- KBS 미디어 - 우리말 제작

## 한국판
- 오프닝 - 열두번째테마 최은영 마영준 임준홍
- 엔딩 - 열두번째테마 최은영

## 일본판
- 1기 오프닝 - Go-Round [1화-40화]노래: 이토 나오 in FIX
- 2기 오프닝 - LOVE SICK [41화-50화]노래: FAIRY FORE
- 1기 엔딩 - 천계의 오로라(天界のオ-ロラ)～AURORA HEALING～ [1화-40화]노래: PlatinA Farest
- 2기 엔딩 - I DOLL ～아이돌(アイドル)～ [41화-50화]노래: FAIRY FORE

### 진·여신 전생 D칠드런 라이트&다크

#### 등장 인물(애니메이션 2)
진
성우:신도 카즈히로/전광주
데빌 칠드런 중 한 명. 파트너는 랜드. 활발하고 건강해서 행동파인 성격이지만, 그 탓으로 트러블 메이커가 되어 버리는 일이 자주 있다.「도망치지 않아, 던지지 않아, 포기하지 않아! 믿어 버리면 일직선!」이 폴리시. 아키라, 레나와는 소꿉 친구이다.
아키라
성우:미야노 마모루/손원일
데빌 칠드런 중 한 명. 파트너는 게일. 쿨하고 지적으로 정의감이 강하다. 언제나 냉정한 판단을 한다.
레나
성우:시시도 루미/우정신
진과 아키라의 소꿉친구 여자 아이. 활발하고 야무진 성격을 하고 있다. 컴퓨터 조작을 할 수 있어 비네콘으로 서포트를 한다. 남동생이 있고, 집은 감미곳을 하고 있다.
아미
성우:카사하라 히로코/지미애
시간의 탑을 시중드는 무녀. 황폐해 버린 발하라에 평화를 되찾으려고 결의해, 시간의 열쇠와 시간의 쇠사슬을 사용해 평화로웠던 무렵의 발하라에 되돌리려 하고 있다. 조용하고 차분한 성격. 싸움으로 평화를 실현하는 것에 의문을 가지고 있다.
랜드
성우:미즈시마 유우/박영화
진의 파트너.「솔레온」이라는 종족의 데빌.
게일
성우:츠치다 히로시/김호성
아키라의 파트너. 「헤이론」이라는 종족의 데빌. 말버릇은 「합리적」.
네메아
성우:스즈키 마사미
불꽃의 수호신이 진 일행을 빙자한 데빌. 울음 소리는 「네」.
아즈라엘
성우:쿠스노키 타이텐
발하라를 수습하는 황제. 아미와는, 친 오빠처럼 같이 자랐다. 아미의 질문으로 개심하려고 했는데, 레미엘의 배반에 의해 시간의 틈으로 떨어져 버린다.